# Infogrames Entertainment
Pour la partie développement, voir Infogrames Interactive.
Infogrames Entertainment SA (ou Infogrames, ou IESA) est une société française de développement, d'édition et de distribution de jeux vidéo, fondée en 1983 par Bruno Bonnell et Christophe Sapet. Infogrames Entertainment SA devient Atari SA en 2009. En 2024, Atari annonce le retour d'Infogrames.

## Histoire
Dans une interview diffusée à la télévision française en 1994, Bruno Bonnell explique que le nom de la société avait été créé en associant deux mots « Informatique » et « programmes » (un des « m » de programmes étant supprimé). Christophe Sapet aurait écrit un programme pour générer un nom de société au hasard.
De 1983 à 1989, la société édite plus de 75 jeux pour les ordinateurs Thomson mais aussi Amstrad CPC, MSX, Atari ST et Amiga. Outre les jeux, elle a également commercialisé un temps des composeurs de page vidéotex sur PC pour les services Minitel, chassant au passage les onéreux appareils spécialisés FIET qui étaient utilisés pour cette fonction. Gilles Lioret fut chargé du développement de cette activité.
À partir de la fin des années 1980, Infogrames, en partenariat avec le studio espagnol Bit Managers, se fait une spécialité de l'adaptation en jeu vidéo de célèbres séries de bande dessinée franco-belge, avec des titres tels que Astérix, Tintin au Tibet, Spirou, Les Schtroumpfs, North and South (d'après Les Tuniques bleues), ou encore Bobo.
Dans les années 1980 puis 1990, Infogrames se démarque par son importante politique d'acquisitions : rachat de la marque Cobra soft en 1986, d'Ère informatique en juin 1987 et des éditeurs Nice Ideas et Carraz Editions en 1987 ; rachat des sociétés britanniques Ocean Software et Gremlin, et des sociétés américaines Accolade, GT Interactive, Paradigm Entertainment, Hasbro Interactive et Shiny Entertainment dans les années 1990. La société acquiert par ailleurs le studio français Eden Games en 2002. Ces achats font augmenter fortement la dette du groupe, qui atteint 580 millions d'euros en 2002. La charge de cette dette rend déficitaires tous les exercices comptables suivants, faisant chuter le cours de l'action en bourse de 5 160 euros en juin 2000 à 0,80 euros en 2012. Une grande partie des actifs d'Infogrames doit être revendue.
Avec l'achat d'Hasbro Interactive, le 7 mai 2003, Infogrames est associé au nom d'Atari, commercialement plus parlant sur le continent américain. Le site Games.com, hérité d'Hasbro, est revendu en mai 2006 à AOL.
Le 15 novembre 2006, à l'issue de l'assemblée générale, le plan de recapitalisation qui prévoit une augmentation de capital de 74 millions d'euros, suivie d'une offre publique d'échange visant les obligations convertibles ou échangeables en actions nouvelles ou existantes (Océanes) qui représentent un encours de 124,3 millions d'euros, est accepté (réduction de la dette d'Infogrames). Le fonds d'investissement britannique BlueBay détient 20 % du capital. Il est, de très loin, le premier actionnaire et a deux sièges d'administrateurs. Le 5 avril 2007, le conseil d'administration d'Infogrames décide du départ de Bruno Bonnell en tant que PDG. Il est remplacé par Patrick Leleu puis par David Gardner, ex-vice-président d'Electronic Arts. Le 3 mars 2008, Phil Harrison, ex-responsable des studios Sony pour les consoles PlayStation, devient directeur général délégué.
Depuis le 2 juin 2009, Infogrames change définitivement sa dénomination officielle en Atari SA, entreprise américaine qu'elle a acquise en 2001, par le biais du rachat d'Hasbro Interactive. En raison des pressions économiques continues sur l'entreprise et de la difficulté à trouver des investisseurs, l'entreprise est placée en cessation de paiements dans le cadre de la loi française en janvier 2013. Ses filiales américaines obtiennent la protection du chapitre 11 de la loi sur les faillites des États-Unis. Depuis décembre 2013, Atari SA et ses trois filiales sont sorties de la faillite et mènent une campagne de redressement.
Le 23 avril 2024, Atari annonce sur ses réseaux sociaux réutiliser le nom Infogrames en tant que label d'édition. Le PDG, Wade Rosen, déclare à ce propos : « pendant des décennies, Infogrames s'est bâti une réputation d'éditeur et de développeur de jeux étonnants et éclectiques, et nous sommes ravis de le ramener. »

## Logo, signification et évolution
Infogrames a choisi comme logo publicitaire un tatou à cause de la pérennité de cet animal, comme l'explique Bruno Bonnell : « Ce dinosaure est notre symbole, déclare alors Bonnell. Le tatou a toujours survécu aux changements de son environnement, de la fonte des glaces aux pires des canicules. Nous voulons pareillement être là dans des millions d’années ». Ce logo, fixe aux débuts de la société, est présenté en 3D et en rotation sur ses productions récentes.

Logo présent sur les premiers jeux d'Infogrames, septembre 1983 à septembre 1996.
Logo utilisé sur les jeux de septembre 1983 à septembre 1996.
Logo alternatif utilisé sur les jeux de septembre 1983 à septembre 1996.
Logo utilisé sur les jeux de septembre 1996 à juin 2000.
Logo utilisé sur les jeux de juin 2000 à mai 2003.

## Ludographie
La politique de rachat de sociétés menée par Infogrames dès les années 1980 permet à la société de diversifier son catalogue d'offre de jeux vidéo et de logiciels : jeu d'aventure et d'enquêtes avec Cobra soft, logiciel éducatif avec Carraz Editions, etc.
À partir de la deuxième moitié des années 1980, Infogrames se démarque par une production importante de jeux à licence, en particulier des adaptations de bandes dessinées franco-belges (adaptation des Passagers du vent en 1986, d'Iznogoud en 1987, des Tuniques bleues en 1989 avec le jeu North & South...), mais également de romans (adaptations de Bob Morane) et de films (Les Ripoux adapté en jeu vidéo par Cobra Soft en 1987).
- Liste de jeux Infogrames